# رجب‌علی خیاط

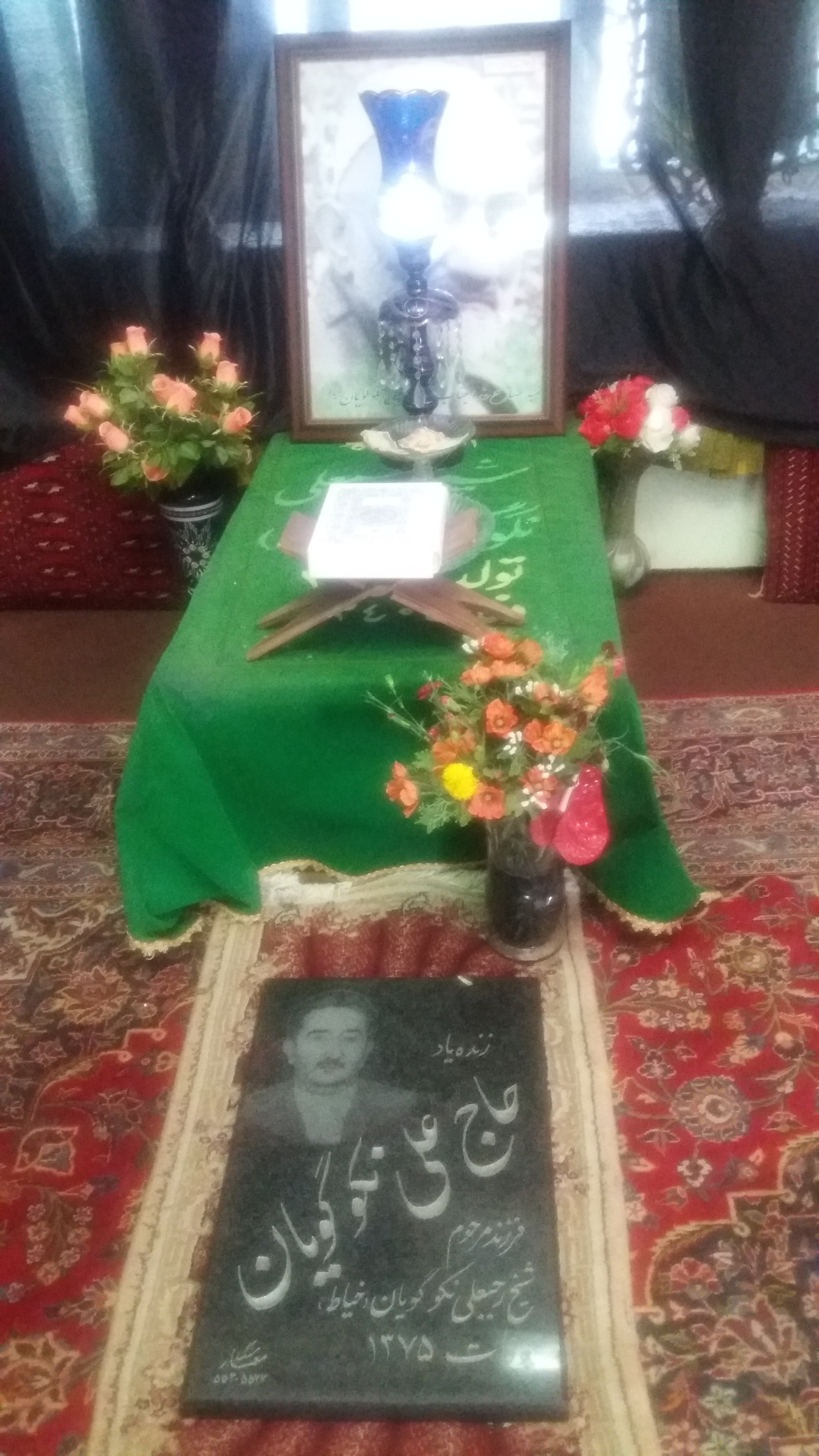
قبر رجبعلی خیاط در گورستان ابن‌بابویه - آبان ۱۳۹۴

رجبعلی نکوگویان (۱۲۶۲ – ۲۲ شهریور ۱۳۴۰) مشهور به رجبعلی خیاط، عارف معاصر اهل ایران بود.
پدرش، مشهدی باقر، پیشه‌ور بود. رجبعلی نکوگویان در روز ۲۲ شهریور ۱۳۴۰ هجری شمسی و در سن ۷۸ سالگی درگذشت.
او را از عارفان و اهل باطن دانسته‌اند و گفته شده که توانایی دیدن حقیقت باطن افراد (در اصطلاح شیعی: چشم برزخی) را داشته‌است. قبر او در ابن‌بابویه تهران است.

## زندگی
رجبعلی نکوگویان در سن دوازده سالگی پدرش را از دست داد.
رجبعلی نکوگویان دارای ۹ فرزند، شامل: پنج پسر و چهار دختر بود که یکی از دخترانش در کودکی از دنیا رفت. رجبعلی نکوگویان در عالم سیاست نبود، وی پایبند به احکام شریعت و مقلد سید محمد حجت کوه‌کمری بود.

## شغل رجبعلی
او برای اداره زندگی خود، شغل خیاطی را انتخاب کرد و از این رو به «رجبعلی خیاط» معروف شد.

## کتاب کیمیای محبت
زندگی‌نامه و گفته‌های رجبعلی توسط محمد محمدی ری‌شهری با عنوان کیمیای محبت به چاپ رسید. این کتاب که بسیار مورد توجه قرار گرفت تا سال ۹۲ به چاپ چهل و سوم رسید. ناشر این کتاب انتشارات مؤسسه علمی‌فرهنگی دارالحدیث است.

## خانه رجبعلی
خانه خشتی رجبعلی که از پدرش به ارث برده بود در خیابان مولوی کوچه سیاه‌ها (شهید منتظری) قرارداشت. وی تا پایان عمر در همین خانه زیست. خانه رجبعلی کارگاه خیاطی او نیز بود.

## نقد و نظرها
در سال ۱۳۸۷ کتابی به نام «عارف‌سازی و معرفت‌سوزی» نوشته منصور کیانی در رد برخی مدعیات رجبعلی خیاط منتشر شد. این کتاب با رویکرد انتقادی، بسیاری از مدعیات رجبعلی خیاط را به چالش کشیده‌است. بایگانی‌شده  در ۲۷ ژانویه ۲۰۲۰ توسط Wayback Machine
علی‌اکبر رشاد رئیس پژوهشگاه فرهنگ و اندیشه اسلامی نیز در سخنانی با کنایه زدن به رجبعلی خیاط گفته‌است: «البته من مخالف عرفان نیستم مثلاً عرفان محی الدین داریم که عرفان نظری را تأسیس کرده‌است اما ای کاش عرفان همین محی الدین را ترویج می‌کردیم الان خیاط، بغال و بزاز و … را الگو می‌کنیم اینها افراد عوامی بودند که در عوامی خود متشرع بودند و به همین جهت عوالمی را طی کرده‌اند البته من به این افراد توهین نمی‌کنم و برایشان ارزش قائلم آن‌ها افراد بزرگی بودند اما نمی‌توانند امروزه الگو باشند آنها در عوامی خود پیشرفت کردند درحالی که عرفان معرفت و سواد می‌خواهد به جامعه دانشگاهی امروز نباید چنین افرادی را این‌گونه تبدیل به الگو کنیم و جامعه معرفی کنیم.»
همچنین کارشناس «گروه فرهنگی المیزان» در پاسخ به سؤالی مورد نظر منفی رجبعلی خیاط دربارهٔ مولوی می‌گوید: «مرحوم رجبعلی خیاط نتوانسته‌اند از مولوی استفاده کنند. امثال آیت‌اللّه مطهری و علی خامنه ای و آیت‌اللّه طهرانی و آیت‌اللّه انصاری همدانی و علامه قاضی طباطبایی توانسته‌اند از مولوی بهره‌مند شوند.»
رسول جعفریان می‌گوید: «نکند آن تصوف در قالب دیگری در میان ما بروز کرده و ما از آن بی‌خبر مانده‌ایم؟ … دیدم که در سالهای اخیر چه اندازه درباره کرامات مرحوم آقای بهاءالدینی و مرحوم آیت الله آقای بهجت گفتند و نوشتند. گاه تکذیب شد و اغلب به سکوت گذشت … آیا این موارد، که شمار آنها بسیار زیاد و رو به فزونی است و افراد جدیدی هم به آنها اضافه می‌شود و از دو دهه قبل با انتشار مطالبی درباره همین ملاآقاجان و مرحوم نخودکی و حداد و نیز مرحوم رجبعلی خیاط و … شروع شد، نمی‌تواند سؤال اول ما را پاسخ بدهد؟ صد البته پاکی آنان ربطی به این سبک و سیاق داستان گویی درباره ایشان ندارد.»